# Contea di Tianjun
La contea di Tianjun (天峻县S) è una contea della Cina, situata nella provincia di Qinghai e amministrata dalla prefettura autonoma mongola e tibetana di Haixi.